# Olympische Jugend-Winterspiele 2016/Teilnehmer (Niederlande)
| Gelbes Symbol für Goldmedaillen mit stilisierten Olympischen Ringen | Graues Symbol für Silbermedaillen mit stilisierten Olympischen Ringen | Braundes Symbol für Bronzemedaillen mit stilisierten Olympischen Ringen |
| ------------------------------------------------------------------- | --------------------------------------------------------------------- | ----------------------------------------------------------------------- |
| —                                                                   | —                                                                     | 1                                                                       |

Die Niederlande nahmen an den Olympischen Jugend-Winterspielen 2016 im norwegischen Lillehammer mit 13 Athleten in sechs Sportarten teil.

## Medaillen
Mit einer gewonnenen Bronzemedaille belegte das niederländische Team – gemeinsam mit Bulgarien – Platz 27 im Medaillenspiegel.

## Sportarten

### Eishockey
| Athleten       | Wettbewerb       | Qualifikation | Qualifikation | Finale             | Finale             |
| Athleten       | Wettbewerb       | Punkte        | Rang          | Punkte             | Rang               |
| -------------- | ---------------- | ------------- | ------------- | ------------------ | ------------------ |
| Jungen         |                  |               |               |                    |                    |
| Ties Van Soest | Skills-Challenge | 8             | 12            | nicht qualifiziert | nicht qualifiziert |
| Mädchen        |                  |               |               |                    |                    |
| Maree Dijkema  | Skills-Challenge | 7             | 12            | nicht qualifiziert | nicht qualifiziert |

### Eisschnelllauf
| Athleten          | Wettbewerb  | Durchgang 1 | Durchgang 1 | Durchgang 2 | Durchgang 2 | Gesamt      | Gesamt |
| Athleten          | Wettbewerb  | Zeit        | Rang        | Zeit        | Rang        | Zeit        | Rang   |
| ----------------- | ----------- | ----------- | ----------- | ----------- | ----------- | ----------- | ------ |
| Jungen            |             |             |             |             |             |             |        |
| Daah Baks         | 500 m       | 37,44 s     | 10          | 37,14 s     | 8           | 74,59 s     | 10     |
| Daah Baks         | 1500 m      |             |             |             |             | 1:53,29 min | Bronze |
| Daah Baks         | Massenstart |             |             |             |             | 5:54,35 min | 13     |
| Louis Hollaar     | 500 m       | 37,41 s     | 9           | 37,73 s     | 14          | 75,14 s     | 13     |
| Louis Hollaar     | 1500 m      |             |             |             |             | 1:55,45 min | 7      |
| Louis Hollaar     | Massenstart |             |             |             |             | 5:53,37 min | 9      |
| Mädchen           |             |             |             |             |             |             |        |
| Elisa Dul         | 500 m       | 41,05 s     | 10          | 40,90 s     | 8           | 40,90 s     | 9      |
| Elisa Dul         | 1500 m      |             |             |             |             | 2:09,08 min | 10     |
| Elisa Dul         | Massenstart |             |             |             |             | 5 Punkte    | 4      |
| Isabelle van Elst | 500 m       | 40,52 s     | 5           | 40,74 s     | 5           | 81,27 s     | 5      |
| Isabelle van Elst | 1500 m      |             |             |             |             | 2:08,26 min | 8      |
| Isabelle van Elst | Massenstart |             |             |             |             | 5:57,20 min | 14     |

### Ski Alpin
| Jungen        |              |             |     |                    |                    |                    |                    |
| Djordy Schaaf | Super-G      |             |     |                    |                    | 1:15,49 min        | 37                 |
| Djordy Schaaf | Riesenslalom | 1:21,70 min | 23  | 1:20,65 min        | 17                 | 2:42,35 min        | 19                 |
| Djordy Schaaf | Slalom       | 52,93 s     | 25  | 51,70 s            | 18                 | 1:44,63 min        | 22                 |
| Djordy Schaaf | Kombination  | 1:15,36 min | 34  | DNF                | DNF                | DNF                | DNF                |
| Mädchen       |              |             |     |                    |                    |                    |                    |
| Claire Tan    | Super-G      |             |     |                    |                    | 1:18,48 min        | 29                 |
| Claire Tan    | Riesenslalom | 1:22,85 min | 17  | 1:19,57 min        | 19                 | 2:42,42 min        | 16                 |
| Claire Tan    | Slalom       | 59,10 s     | 20  | 54,71 s            | 20                 | 1:53,81 min        | 18                 |
| Claire Tan    | Kombination  | DNF         | DNF | nicht qualifiziert | nicht qualifiziert | nicht qualifiziert | nicht qualifiziert |

### Shorttrack
| Athleten      | Wettbewerb | Viertelfinale | Viertelfinale | Halbfinale   | Halbfinale | Halbfinale   | Finale |
| Athleten      | Wettbewerb | Zeit          | Rang          | Zeit         | Rang       | Zeit         | Rang   |
| ------------- | ---------- | ------------- | ------------- | ------------ | ---------- | ------------ | ------ |
| Jungen        |            |               |               |              |            |              |        |
| Tjerk De Boer | 500 m      | -             | 4             | 43,830 s     | 1          | 44,695 s     | 10     |
| Tjerk De Boer | 1000 m     | 1:32,341 min  | 3             | 1:40,797 min | 1          | 1:34,836 min | 8      |
| Mädchen       |            |               |               |              |            |              |        |
| Gioya Lancee  | 500 m      | 46,247 s      | 3             | 46,813 s     | 2          | 46,324 s     | 10     |
| Gioya Lancee  | 1000 m     | 1:41,119 min  | 1             | 1:37,857 min | 4          | 1:42,289 min | 6      |

### Snowboard

#### Slopestyle
| Athleten         | Wettbewerb | Finale       | Finale       | Finale           | Finale |
| Athleten         | Wettbewerb | Durchgang 1  | Durchgang 2  | Bester Durchgang | Rang   |
| ---------------- | ---------- | ------------ | ------------ | ---------------- | ------ |
| Jungen           |            |              |              |                  |        |
| Erik Bastiaansen | Slopestyle | 31,50 Punkte | 31,00 Punkte | 31,50 Punkte     | 19     |

### Skeleton
| Athleten         | Durchgang 1 | Durchgang 1 | Durchgang 2 | Durchgang 2 | Gesamt      | Gesamt |
| Athleten         | Zeit        | Rang        | Zeit        | Rang        | Zeit        | Rang   |
| ---------------- | ----------- | ----------- | ----------- | ----------- | ----------- | ------ |
| Jungen           |             |             |             |             |             |        |
| Bram Zeegers     | 56,54 s     | 18          | 56,16 s     | 16          | 1:52,70 min | 18     |
| Mädchen          |             |             |             |             |             |        |
| Noelle Vennemann | 57,47 s     | 15          | 56,81 s     | 11          | 1:54,28 min | 14     |